# Championnat de France de roller in line hockey 2006-2007
Navigation
Édition précédente Édition suivante
La saison 2006-07 est la 12e édition du Championnat de France de roller in line hockey.

## Équipes engagées
| - Diables rethelois - Hawks d'Angers | - Ecureuils d'Amiens - Yéti's de Grenoble | - Spiders de Rouen - Apaches de Tours | - Artzak d'Anglet - Mustangs de La Chapelle sur Erdre | - Aloses de Bordeaux - Corsaires de Paris XIII |

## Formule de la saison
Les équipes se rencontrent en double aller-retour.
- une victoire apporte 3 points,
- un match nul 2 points,
- une défaite 1 point,
- un forfait 0 point.

L'équipe qui arrive première au classement est déclarée championne de France.

## Résultats
| Equipe      | Pts | J  | G  | N | P  | F | B+  | B-  | GA   |
| ----------- | --- | -- | -- | - | -- | - | --- | --- | ---- |
| Rethel      | 49  | 18 | 14 | 3 | 1  | - | 139 | 34  | +105 |
| Anglet      | 48  | 18 | 14 | 2 | 2  | - | 124 | 78  | +46  |
| Grenoble    | 47  | 18 | 13 | 3 | 2  | - | 93  | 42  | +51  |
| Angers      | 47  | 18 | 14 | 1 | 3  | - | 94  | 62  | +32  |
| Amiens      | 36  | 18 | 8  | 2 | 8  | - | 82  | 79  | +3   |
| Bordeaux    | 32  | 18 | 5  | 4 | 9  | - | 80  | 90  | -10  |
| Tours       | 27  | 18 | 3  | 3 | 12 | - | 47  | 94  | -47  |
| Paris XIII  | 25  | 18 | 3  | 1 | 14 | - | 68  | 124 | -56  |
| Rouen       | 24  | 16 | 3  | 2 | 11 | 2 | 53  | 120 | -67  |
| La Chapelle | 23  | 18 | 2  | 1 | 15 | - | 58  | 115 | -57  |

## Bilan
Les Diables rethelois sont champions de France pour la cinquième fois consécutive.